# Cradoscrupocellaria hirsuta
Scrupocellaria hirsuta is een mosdiertjessoort uit de familie van de Candidae. De wetenschappelijke naam van de soort is, als Scrupocellaria hirsuta, voor het eerst geldig gepubliceerd in 1903 door Jullien.